# Охотниковы
Охотниковы — дворянский род.
Фамилии Охотниковых, Гур Андреев сын Охотников написан по городу Белёву (1622) в числе дворян и детей боярских и по разборной Московской книге с поместным окладом. Равным образом и другие многие сего рода Охотниковы, Российскому Престолу служили дворянские службы в разных чинах и жалованы были от Государей поместьями.
Грамотой Орловского Дворянского Депутатского Собрания род Охотниковых внесен в дворянскую родословную книгу в VI часть, в число древнего дворянства.

## Известные представители
- Охотников Гур Андреевич - московский дворянин (1627-1629), (ум. 1634).
- Охотников Фёдор Гурович - Белёвский городовой дворянин (1627-1629), (ум. 1634).
- Охотников Яков Гурович - Белёвский городовой дворянин (1627-1629)[1].
- Охотников, Алексей Яковлевич (1780—1807) — тайный возлюбленный императрицы Елизаветы Алексеевны и вероятный отец её второй дочери — великой княжны Елизаветы Александровны, умершей во младенчестве.
- Охотников, Владимир Николаевич (1847—1919) — русский промышленник, сенатор, член Государственного совета.
- Охотников, Константин Алексеевич (около 1789—1824) — русский офицер, активный член Союза благоденствия, сослуживец М. Ф. Орлова, кишинёвский знакомый А. С. Пушкина.

## Описание герба
В щите, разделенном горизонтально надвое, в верхней половине в золотом поле изображен олень, бегущий в правую сторону (изм. польский герб Брохвич). В нижней половине в правом голубом поле, означена серебряная стрела, а в левом красном поле золотой лук (изм. польский герб Лук).
Щит увенчан дворянскими шлемом и короной. Нашлемник: хлебный сноп. Намёт на щите голубой, подложенный золотом. Герб рода Охотниковых внесен в Часть 7 Общего гербовника дворянских родов Всероссийской империи, стр. 54.